# Indywidualne Mistrzostwa Wielkiej Brytanii na Żużlu 2003
Indywidualne mistrzostwa Wielkiej Brytanii na żużlu – cykl turniejów żużlowych mających wyłonić najlepszych żużlowców brytyjskich w sezonie 2003. Tytuł wywalczył Scott Nicholls. 

## Finał
- Eastbourne, 5 lipca 2003

| Msc. | Zawodnik         | Klub          | Pkt   |             |  |
| ---- | ---------------- | ------------- | ----- | ----------- |  |
| 1    | Scott Nicholls   | Ipswich       | 14 +3 | (3,3,3,3,2) |  |
| 2    | Dean Barker      | Eastbourne    | 13 +2 | (2,3,2,3,3) |  |
| 3    | David Norris     | Eastbourne    | 15 +1 | (3,3,3,3,3) |  |
| 4    | Joe Screen       | Eastbourne    | 11 +0 | (3,2,1,2,3) |  |
| 5    | Leigh Lanham     | Arena Essex   | 10    | (1,2,2,3,2) |  |
| 6    | David Howe       | Wolverhampton | 8     | (0,2,3,1,2) |  |
| 7    | Carl Stonehewer  | Workington    | 8     | (3,1,1,2,1) |  |
| 8    | Oliver Allen     | Swindon       | 7     | (2,u,2,0,3) |  |
| 9    | Chris Neath      | Swindon       | 6     | (0,3,0,1,2) |  |
| 10   | Stuart Robson    | Coventry      | 6     | (1,1,3,0,1) |  |
| 11   | Glenn Cunningham | Somerset      | 5     | (1,0,2,2,u) |  |
| 12   | Chris Harris     | Trelawny      | 5     | (0,2,0,2,1) |  |
| 13   | Paul Hurry       | Ipswich       | 5     | (2,1,1,1,w) |  |
| 14   | James Grieves    | Glasgow       | 3     | (2,0,w,u,1) |  |
| 15   | Pry Fry          | Swindon       | 3     | (1,1,0,1,0) |  |
| 16   | Danny Bird       | Isle of Wight | 0     | (0,0,w,0,0) |  |

## Bieg po biegu
1. Screen, Hurry, Cunningham, Bird
2. Stonehewer, Grieves, Fry, Harris
3. Nicholls, Barker, Robson, Neath
4. Norris, Allen, Lanham, Howe
5. Barker, Screen, Stonehewer, Allen
6. Norris, Harris, Robson, Cunningham
7. Nicholls, Howe, Hurry, Grieves
8. Neath, Lanham, Fry, Bird
9. Nicholls, Lanham, Screen, Harris
10. Howe, Cunningham, Stonehewer, Neath
11. Norris, Barker, Hurry, Fry
12. Robson, Allen, Grieves (u), Bird (u)
13. Norris, Screen, Neath, Grieves
14. Nicholls, Cunningham, Fry, Allen
15. Lanham, Stonehewer, Hurry, Robson
16. Barker, Harris, Howe, Bird
17. Screen, Howe, Robson, Fry
18. Barker, Lanham, Grieves, Cunningham
19. Allen, Neath, Harris, Hurry
20. Norris, Nicholls, Stonehewer, Bird
21. Finał: Nicholls, Barker, Norris, Screen